# Statue-menhir de Nicoules
La statue-menhir de Nicoules est une statue-menhir appartenant au groupe rouergat découverte à Saint-Sever-du-Moustier, dans le département de l'Aveyron en France.

## Description
Elle a été découverte par M. Matet en 1976 au lieu-dit Nicoules sur les pentes sud-est du Puech de Roqueferral. Elle a été gravée sur une dalle de schiste d'origine locale. Elle mesure 1,31 m de hauteur sur 0,58 m de largeur et 0,19 m d'épaisseur.
La statue est complète et en très bon état. Elle n'est gravée que sur sa face antérieure. C'est une statue masculine. Elle comporte tous les attributs anthropomorphes : visage (nez, yeux, tatouages), bras, mains, pieds et orteils. Le personnage porte une ceinture, un baudrier et « l'objet » qui se singularise par sa positon quasi-verticale.
Elle est exposée dans la salle des statues-menhirs du Musée Fenaille de Rodez.
Une copie en grès est dressée in situ près du lieu de sa découverte.